# Aechmea koesteri
Aechmea koesteri är en gräsväxtart som beskrevs av José Manuel Manzanares. Aechmea koesteri ingår i släktet Aechmea och familjen Bromeliaceae. Inga underarter finns listade i Catalogue of Life.